# Илизи (област)
Илизи (на арабски: ولاية اليزي) е област на Алжир. Населението ѝ е 52 333 жители (по данни от април 2008 г.), а площта 285 000 кв. км. Намира се в часова зона UTC+01. Телефонният ѝ код е +213 (0) 29. Административен център е град Илизи. Областта граничи с Либия на изток.